# Slechtvalk
Gli Slechtvalk (in olandese falco pellegrino) sono una band unblack metal e viking metal olandese fondata nel 1997 a L'Aia. La band ha riscosso un discreto successo nei Paesi Bassi. Con l'etichetta Fear Dark, il gruppo ha pubblicato cinque album: Falconry nel 2000, uno split con gli indonesiani Kekal Chaos & Warfare  nel 2002 seguito poco dopo daThe War That Plagues The Lands;  At The Dawn Of War nel 2005 e, il 31 maggio 2010,  il quarto album  A Forlorn Throne, questa volta con la Whirlwind Records.

## Formazione

### Formazione attuale
- Shamgar - voce death, chitarra
- Ohtar - voce, chitarra
- Seraph - chitarra
- Grimbold - batteria, shofar

### Ex componenti
- Sorgier - organo, sintetizzatore
- Fionnghuala - voce femminile
- Nath - basso
- Hydrith - sintetizzatore

## Discografia
Album in studio
- 2000 - Falconry

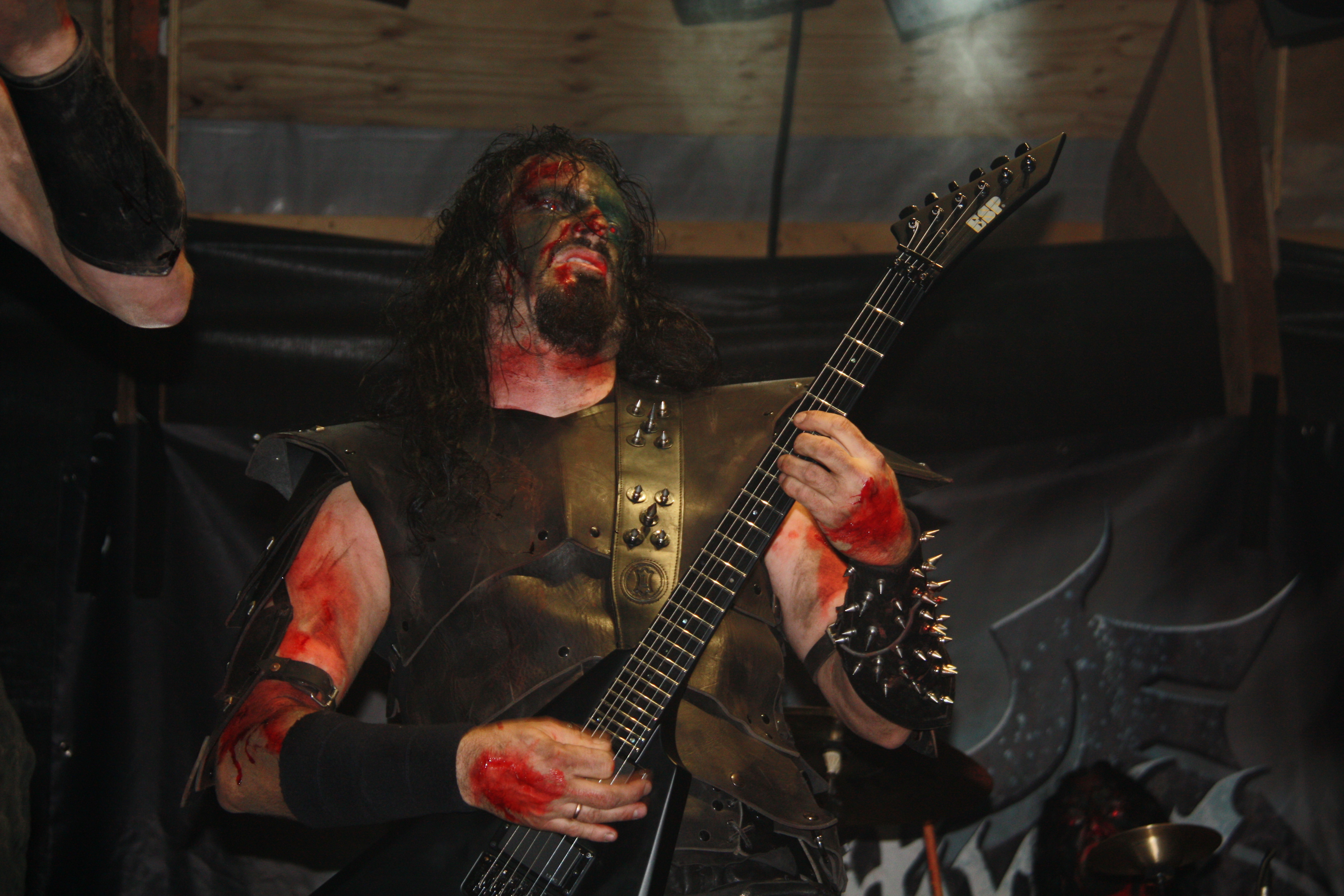
Slechtvalk, Occultfest 2010

- 2002 - The War That Plagues The Lands
- 2005 - At The Dawn Of War
- 2010 - A Forlorn Throne
- 2016 - Where Wandering Shadows and Mists Collide

Demo
- 1999 - Cries of the Haunted

Split
- 2002 - Chaos & Warfare

Singoli
- 2005 - Thunder of War

Raccolte
- 2009 - An Era of Bloodshed

## Videografia

### DVD
- 2005 - Upon the Fields of Battle